# 民力涵養運動
民力涵養運動（みんりょくかんよううんどう）とは、第一次世界大戦後の1919年（大正8年）3月、当時の床次竹二郎内務大臣から各府県知事宛に発せられた訓令をきっかけに始められた、様々な戦後経営事業の総称。

## 概要
以下の五大要綱を掲げていた。
- 立国の大義を闡明し国体の精華を発揚して健全なる国家観念を養成すること
- 立憲の思想を鬯明にし自治の観念を陶冶して公共心を涵養し犠牲の精神を旺盛ならしむること
- 世界の大勢に順応して鋭意日新の修養を積ましむること
- 相互諧話して彼此共済の実を挙げしめ以て軽信妄作の憾みなからしむること
- 勤倹力工の美風を作興し生産の資金を増殖して生活の安定を期せしむること

国家思想の啓蒙、地域秩序の再編、デモクラシー思想の高まりへの対応、生活改善、労使・地主小作関係の調整など、雑多な内容を含む運動であった。1年目は内務省地方局の主導によって、2年目以降は社会局の主導によって推進されたと考えられている。
なお民力涵養運動という名称についてであるが、『内務省史』によると、社会主義を連想させるという理由から「社会」の文字が嫌われ、その代用として「民力涵養」と呼ばれたということである。